# Лекс, Иван Михайлович
Иван Михайлович Лекс (1834—1883) — российский военный и дипломат; первый постоянный представитель России в Египте (с 1868 года).

## Биография
Сын Михаила Ивановича Лекса от брака его с Варварой (Верой) Евтихеевной Кленовой. Отец его по разным сведениям, происходил из дворян Смоленской губернии или иностранного знатного рода, служил в бессарабском отделе канцелярии новороссийского генерал-губернатора.
Образование получил в Михайловском артиллерийском училище. Поступил в самое элитное военно-учебное заведение Российской империи — Пажеский корпус. Там он, несмотря на два года разницы, сошёлся со своим будущим начальником, выдающимся дипломатом Н. П. Игнатьевым. Учился хорошо и по результатам выпускного экзамена был отнесён к первому разряду, что давало право получить чин подпоручика или корнета гвардии.
Окончив корпус в 1851 году, Лекс был произведён в корнеты лейб-гвардии Уланского полка с прикомандированием от 7 августа 1851 года к Михайловскому артиллерийскому училищу; 21 августа 1854 года, переведён адъютантом к начальнику штаба гвардейского пехотного корпуса; 25 ноября 1856 года он был отчислен на фронт в составе Уланского полка; 30 августа 1858 года получил звание штабс-ротмистра.
16 апреля Лекс был прикомандирован к военному министерству, а 6 октября 1859 года — назначен секретарём первого отделения; 4 февраля 1862 года отчислен от должности, а 17 июня того же года он был переведён в Азиатский департамент МИД, который тогда возглавлял его однокашник Н. П. Игнатьев.
Вскоре после своего перевода в Азиатский департамент Лекс был назначен консулом в Галац. Это был важный торговый порт на пути к Чёрному морю. Фактически действовавший в Галаце режим порто-франко привлекал в него предприимчивых людей. В городе помимо молдован было много греков и евреев. Многонациональное население, активная транзитная торговля, близость границы с российской Бессарабией — все это были важные основания для того, чтобы Россия имела в Галаце своего консула.
В России полыхало польское восстание, которому тайно помогали некоторые иностранные государства. В Галаце Лексу пришлось столкнуться с двуличием местных властей: официально они не поддерживали польских повстанцев, но на практике тайно помогали им. Это делалось в расчёте на ослабление России с целью присоединения Бессарабии, которую в Румынии считали своей.
Уже на следующий год Лекс по собственной просьбе был переведён в более значимое консульство в Яссах, где «и сама жизнь удобнее и веселее». Во время своего пребывания в Яссах И. М. Лекс наблюдал, каким непростым путем шёл процесс создания единого румынского государства.
Вместе с тем Лекс просил Игнатьева, в это время уже посланника в Константинополе, поспособствовать его переводу в Египет по семейным обстоятельствам: в Египте приходилось жить его жене Марии Сергеевне, имевшей проблемы со здоровьем. В ноябре 1866 году Лекс наконец был назначен в Египет, где ему суждено было остаться на службе до конца жизни.
Хотя при Мохаммеде Али Египет добился значительной автономии в составе Османской империи и проводил независимую внутреннюю политику, а внук Мухаммеда Али Исмаил-паша в 1867 году добился от султана официального признания титула хедива (в европейской традиции вице-короля), Египет формально не был независимым, поэтому держать в нём посольство было невозможно, хотя этого требовало наличие в стране собственного правителя. Поэтому соответствующие обязанности возлагались на консульские учреждения. Таким образом, полномочия Лекса в Египте далеко выходили за рамки консульских. Он должен был пристально следить за развитием политической и экономической ситуаций в стране, её международными связями, иметь контакты с влиятельными людьми и организациями, улавливать новые веяния в умонастроении хедива и его министров. Как дипломатический представитель России за рубежом Лекс должен был также способствовать укреплению её влияния в стране. В случае с Египтом это означало необходимость поддерживать добрые отношения не только с правительством и хедивом, но также с местными христианскими общинами: коптами, греками, армянами, арабами-христианами.
12 апреля 1877 года был отозван в связи с началом русско-турецкой войны, но 1 августа 1878 года вновь приступил к работе.
Умер И. М. Лекс 26 января (7 февраля) 1883 года, в чине действительного статского советника (с 08.04.1873).
Его вдова Мария Сергеевна, урождённая Шванович, умерла 53-х лет в Риме осенью 1892 года, похоронена на кладбище Тестаччо.

## Награды
Был награждён рядом орденов:
российские
- Св. Анны 2-й ст. (1865); 3-й ст. (1860)
- Св. Владимира 3-й ст. (1871)
- Св. Станислава 1-й ст. (1879); 2-й ст. (1862)

иностранные
- черногорский орден князя Даниила 2-й ст. (1869)
- турецкий орден Османие 3-й ст. (1869)
- турецкий орден Меджидие 2-й ст. (1873)
- персидский орден Льва и Солнца 1-й ст. (1878)